# Киево (Ярославская область)
Киево — село в составе Пречистенского сельского поселения Первомайского района Ярославской области.

## География
Село расположено на берегу реки Козинка.

## История
Церковь в селе была сооружена в 1826 году. Престолов в ней было пять: святой Живоначальной Троицы, Покрова Пресвятой Богородицы, Святителя и Чудотворца Николая, Преподобного Сергия и Алексия Божьего человека. 
В конце XIX — начале XX века село входило в состав Черностанской волости (позже — в составе Козской волости) Любимского уезда Ярославской губернии.
С 1929 года село входило в состав Козского сельсовета Даниловского района, в 1935 — 1963 годах в составе Пречистенского района, с 1965 года — в составе Первомайского района, с 2005 года — в составе Пречистенского сельского поселения.

## Население
| 1859 | 1914 | 2002 | 2007 | 2010 |
| ---- | ---- | ---- | ---- | ---- |
| 78   | ↗81  | ↘78  | ↘71  | ↘50  |

## Известные уроженцы и жители
В селе родился ярославский художник Сергей Степанович Беляев.